# Manduca celeus
Manduca celeus är en fjärilsart som beskrevs av Jacob Hübner 1824. Manduca celeus ingår i släktet Manduca och familjen svärmare. Inga underarter finns listade i Catalogue of Life.